# The Pill Maker's Mistake
The Pill Maker's Mistake è un cortometraggio muto del 1906 diretto da Lewin Fitzhamon.

## Trama
Un cuoco butta nella minestra alcune pillole del farmacista.

## Produzione
Il film fu prodotto dalla Hepworth.

## Distribuzione
Distribuito dalla Hepworth, il film - un cortometraggio di poco più di novanta metri - uscì nelle sale cinematografiche britanniche nel luglio 1906.
Si conoscono pochi dati del film che, prodotto dalla Hepworth, fu distrutto nel 1924 dallo stesso produttore, Cecil M. Hepworth. Fallito, in gravissime difficoltà finanziarie, il produttore pensò in questo modo di poter almeno recuperare il nitrato d'argento della pellicola.